# یاکریم اندونزیایی
یاکریم اندونزیایی (نام علمی: Streptopelia bitorquata)، که گاهی به نام یاکریم سوندایی یا یاکریم جاوه‌ای نیز شناخته می‌شود، گونه‌ای از پرندگان خانواده کبوتران است. یاکریم اندونزیایی که گاهی با یاکریم اوراسیایی (Streptopelia decaocto) که از نظر ظاهری بسیار شبیه است، اشتباه گرفته می‌شود، پرنده‌ای کوچک تا متوسط است که بومی جزایر گرمسیری و نیمه‌گرمسیری اندونزی است.
زیستگاه طبیعی آن جنگل‌های دشت نمناک نیمه‌گرمسیری یا گرمسیری و جنگل‌های حرای نیمه‌گرمسیری یا گرمسیری است.